# Rocă metamorfică

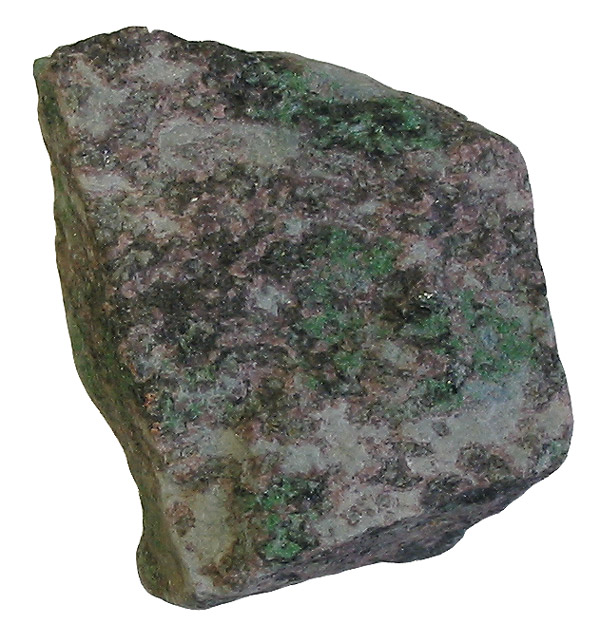
Eclogit bazaltic format din pyroxen verde și granat roșu

Rocile metamorfice iau naștere din alte roci, prin procese de metamorfoză
(transformare) produse la presiuni sau temperaturi înalte, care atrag după sine un schimb de elemente chimice.
Prin procesul de transformare se modifică structura mineralogică a rocii. Tipică procesului de transformare este forma de șisturi (strate). Din roci silicioase bogate în cuarț ia naștere prin recristalizare cuarțitul o rocă metamorfică unde granulația inițială dispare. Din rocile calcaroase ia naștere prin recristalizare, unde se va păstra structura chimică, marmura însă cu o granulație mare. Prin factorii diferiți de mediu la care sunt supuse rocile, aceste procese de transformare pot fi reversibile.
O parte din roca în stare topită anatexis va fi numită migmatit, fiind o etapă a procesului metamorfic de transformare .

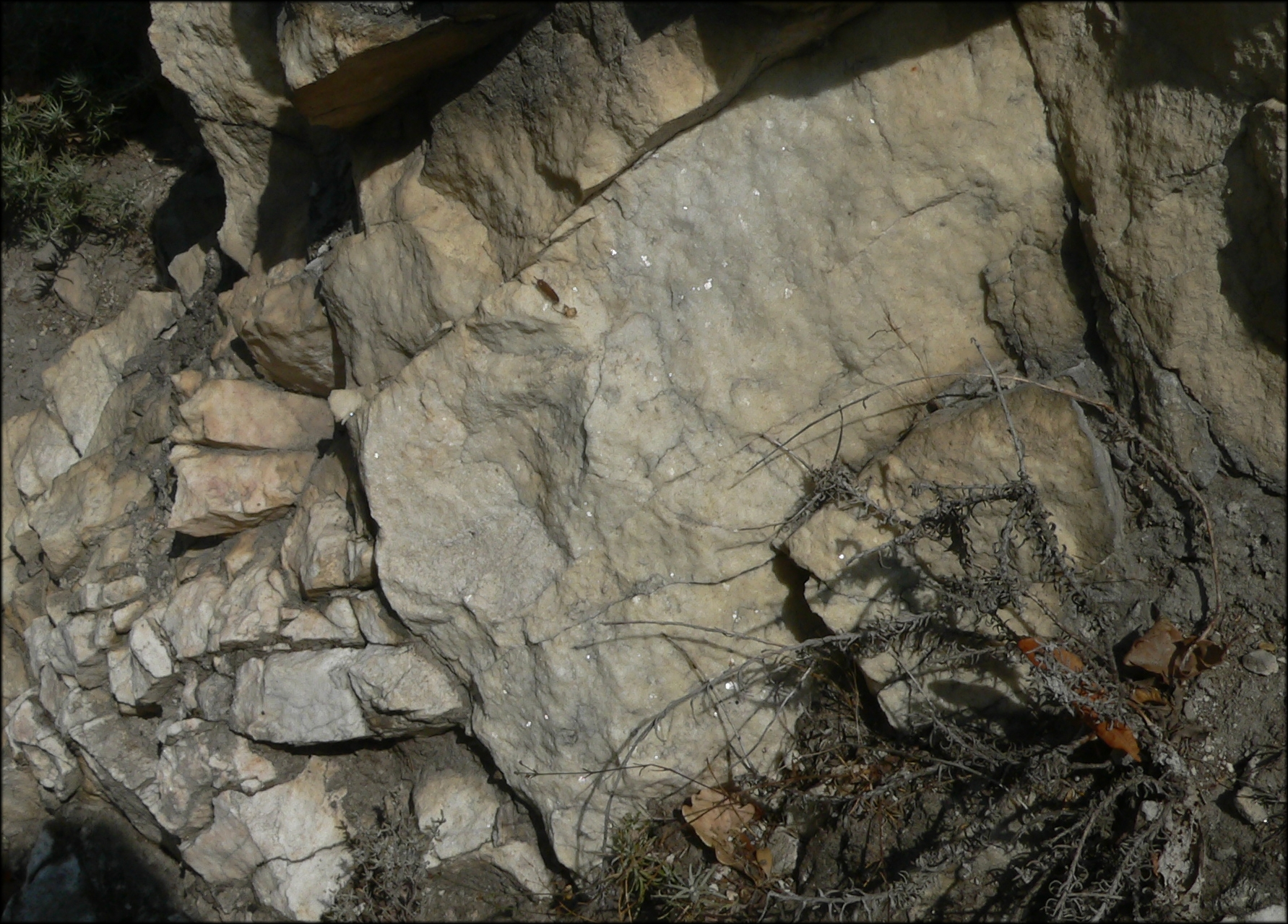
Calcar cristalin (marmură)

Aceste procese metamorfice au loc frecvent la adâncimi mari, dar pot să aibă loc și aproape de suprafața scoarței pământului, între plăcile tectonice, acolo unde există tensiuni mari. Astfel, se poate distinge:
- metamorfismul dinamic unde predomină presiunile mari, care determină formarea încrețiturilor de teren (munții de încrețire), având loc și un fenomen de recristalizare, astfel de roci metamorfice sunt șisturile.
- metamorfismul termic caracterizat prin transformarea rocilor sub acțiunii predominante a temperaturilor înalte, sursă de căldură putând fi magma vulcanelor care topesc rocile vecine prin așa numita aureolă.
- prin acțiunea ambilor factori de presiune și de temperatură (metamorfism regional) de grade diferite, la gradul înalt de metamorfoză se formează gnaisurile, iar la cele mai joase șisturile.

## Exemple de roci metamorfice
- Gneiss
- Eclogit
- Micașist
- Cuarțit
- Filit
- Marmură
- Șisturi